# Dimorphos
Dimorphos (denumire oficială (65803) Didymos I; denumire provizorie S/2003 (65803) 1) este un satelit natural sau o lună a asteroidului apropiat de Pământ 65803 Didymos, cu care formează un sistem binar. Satelitul a fost descoperit pe 20 noiembrie 2003 de Petr Pravec în colaborare cu alți astronomi din întreaga lume. Dimorphos are un diametru de 177 m pe cea mai lungă axă a sa și a fost ținta testului de redirecționare a asteroidului dublu (DART), o misiune spațială NASA care a ciocnit în mod deliberat o navă spațială cu satelitul pe 26 septembrie 2022 pentru a-i modifica orbita în jurul lui Didymos. Înainte de impactul cu DART, Dimorphos avea forma unui sferoid aplatizat cu o suprafață acoperită cu bolovani, dar practic fără cratere. Se crede că satelitul s-a format atunci când Didymos și-a pierdut din masă datorită rotației sale rapide, care a format un inel de resturi în orbită care s-a conglomerat într-o grămadă de moloz de densitate scăzută care a devenit astăzi Dimorphos.
Impactul DART a redus perioada orbitală a lui Dimorphos în jurul lui Didymos cu 33 de minute și a aruncat peste 1 milion de kilograme de resturi în spațiu, producând o pană de praf care a luminat temporar sistemul Didymos și a dezvoltat o coadă de praf de 10.000 km care a persistat câteva luni. Se prevede că impactul DART a provocat refacerea suprafeței globale și deformarea formei lui Dimorphos, lăsând un crater de impact de câteva zeci de metri în diametru. Observațiile post-impact ale fluctuațiilor de luminozitate în cadrul sistemului Didymos sugerează că impactul ar fi putut fie să-l fi deformat semnificativ Dimorphos într-o formă elipsoidală, fie să-l fi trimis într-o rotație haotică. Dacă Dimorphos s-a aflat într-o stare de rotație haotică, satelitul va fi supusă forțelor mareice neregulate ale lui Didymos înainte ca în cele din urmă să revină la o stare de rotație sincronă în decurs de câteva decenii. Misiunea ESA Hera este planificată să ajungă la sistemul Didymos în 2026 pentru a studia în continuare efectele impactului DART asupra lui Dimorphos.

## Descoperire

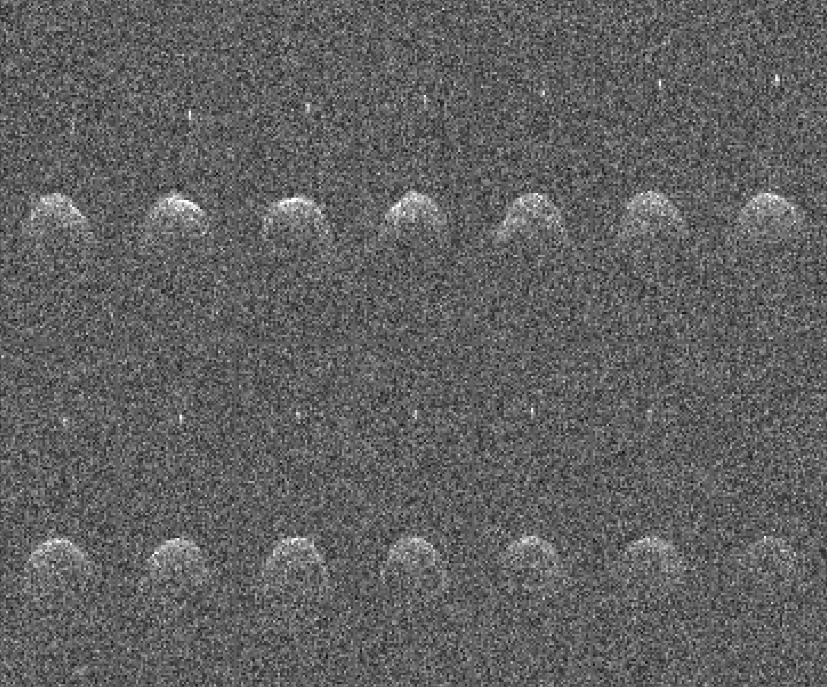
Imagini radar ale lui Didymos și Dimorphos realizate de Observatorul Arecibo în 2003

Asteroidul primar Didymos a fost descoperit în 1996 de Joe Montani de la Spacewatch Project de la Universitatea din Arizona. Satelitul Dimorphos a fost descoperit pe 20 noiembrie 2003, în observații fotometrice de Petr Pravec și colegii de la Observatorul Ondřejov din Republica Cehă. Dimorphos a fost detectat prin scăderi periodice ale luminozității lui Didymos din cauza eclipselor și ocultațiilor reciproce. Împreună cu colaboratorii săi, el a confirmat din imaginile radar cu întârziere-Doppler de la Arecibo că Didymos este un sistem binar.

## Etimologie
Grupul de lucru pentru Nomenclatura Corpurilor Mici al Uniunii Astronomice Internaționale (IAU) a dat satelitului numele oficial pe 23 iunie 2020. Numele Dimorphos este derivat dintr-un cuvânt grecesc (Δίμορφος) adică „având două forme”.   Justificarea noului nume spune: „Ca țintă a misiunilor spațiale DART și Hera, va deveni primul corp ceresc din istoria cosmică a cărui formă a fost schimbată substanțial ca urmare a intervenției umane (Impactul DART)". Înainte de denumirea IAU, porecla Didymoon a fost folosită în comunicările oficiale.

## Explorare
Pe 24 noiembrie 2021, NASA și Applied Physics Laboratory au lansat o navă spațială de impact spre Dimorphos, ca parte a testului lor de redirecționare a asteroidului dublu (DART). DART a fost primul experiment efectuat în spațiu pentru a testa deviația asteroizilor ca metodă de apărare a Pământului de asteroizii potențial periculoși. După o călătorie de zece luni către sistemul Didymos, impactorul s-a ciocnit cu Dimorphos pe 26 septembrie 2022, cu o viteză de aproximativ 24.000 de km/h.  Ciocnirea a redus cu succes perioada orbitală a lui Dimorphos în jurul lui Didymos cu 32±2 minute.     Cu cincisprezece zile înainte de ciocnire, impactorul a lansat LICIACube, un CubeSat 6U operat de Agenția Spațială Italiană, care a fotografiat impactul și pana de praf rezultată în timp ce efectua un zbor apropiat al sistemului Didymos. Nave spațiale și observatoare precum Hubble, James Webb, Lucy, SAAO și ATLAS au surprins, de asemenea, valul de praf care a urmat sistemul Didymos în zilele următoare impactului. Ca parte a misiunii sale Hera, ESA intenționează în prezent să lanseze trei nave spațiale către sistemul Didymos în 2024 pentru a studia în continuare consecințele impactului.   

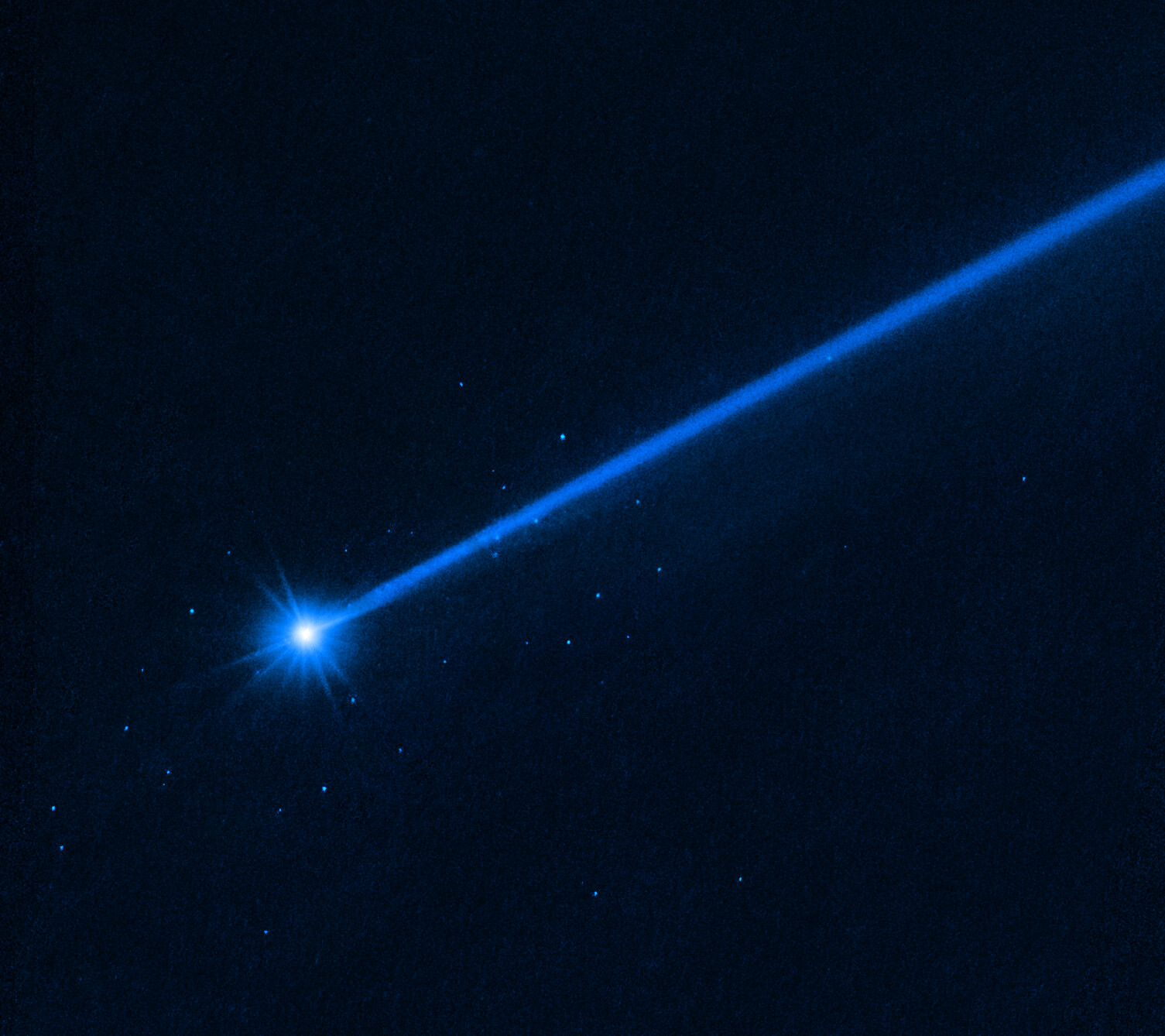
O urmă de praf curge din Dimorphos în această fotografie a telescopului spațial Hubble făcută la aproximativ trei luni după ciocnire. Asteroidul este înconjurat de puncte albastre, care sunt bolovani cu diametrul cuprins între 1 și 6,7 metri, care au fost aruncați în urma impactului.

Impactul DART asupra centrului lui Dimorphos a redus perioada orbitală, anterior de 11,92 ore, cu 33±1 minute. Această schimbare mare indică recul de la materialul excavat din asteroid și aruncat în spațiu prin impact a contribuit la o schimbare semnificativă a impulsului asteroidului, dincolo de cea a navei spațiale DART în sine. Cercetătorii au descoperit că impactul a provocat o încetinire instantanee a vitezei lui Dimorphos de-a lungul orbitei sale de aproximativ 2,7 milimetri pe secundă - indicând din nou că reculul de la resturi a jucat un rol major în amplificarea schimbării impulsului transmis direct asteroidului de către navă spațială. Această schimbare de impuls a fost amplificată cu un factor de 2,2 până la 4,9 (în funcție de masa lui Dimorphos), indicând că schimbarea de impuls transferată din cauza producției de resturu a depășit semnificativ schimbarea de impuls numai de la nava spațială DART. În timp ce schimbarea orbitală a fost mică, schimbarea este în viteză și de-a lungul anilor se va acumula la o schimbare mare a poziției. Pentru un corp ipotetic care amenință Pământul, chiar și o schimbare atât de mică ar putea fi suficientă pentru a atenua sau a preveni un impact, dacă este aplicată suficient de devreme. Având în vedere că diametrul Pământului este de aproximativ 13.000 de kilometri, un impact ipotetic de asteroid ar putea fi evitat cu o schimbare cât mai mică de jumătate din aceasta (6.500 de kilometri). O schimbare de viteză de 2cm/s se acumulează la acea distanță în aproximativ 10 ani.

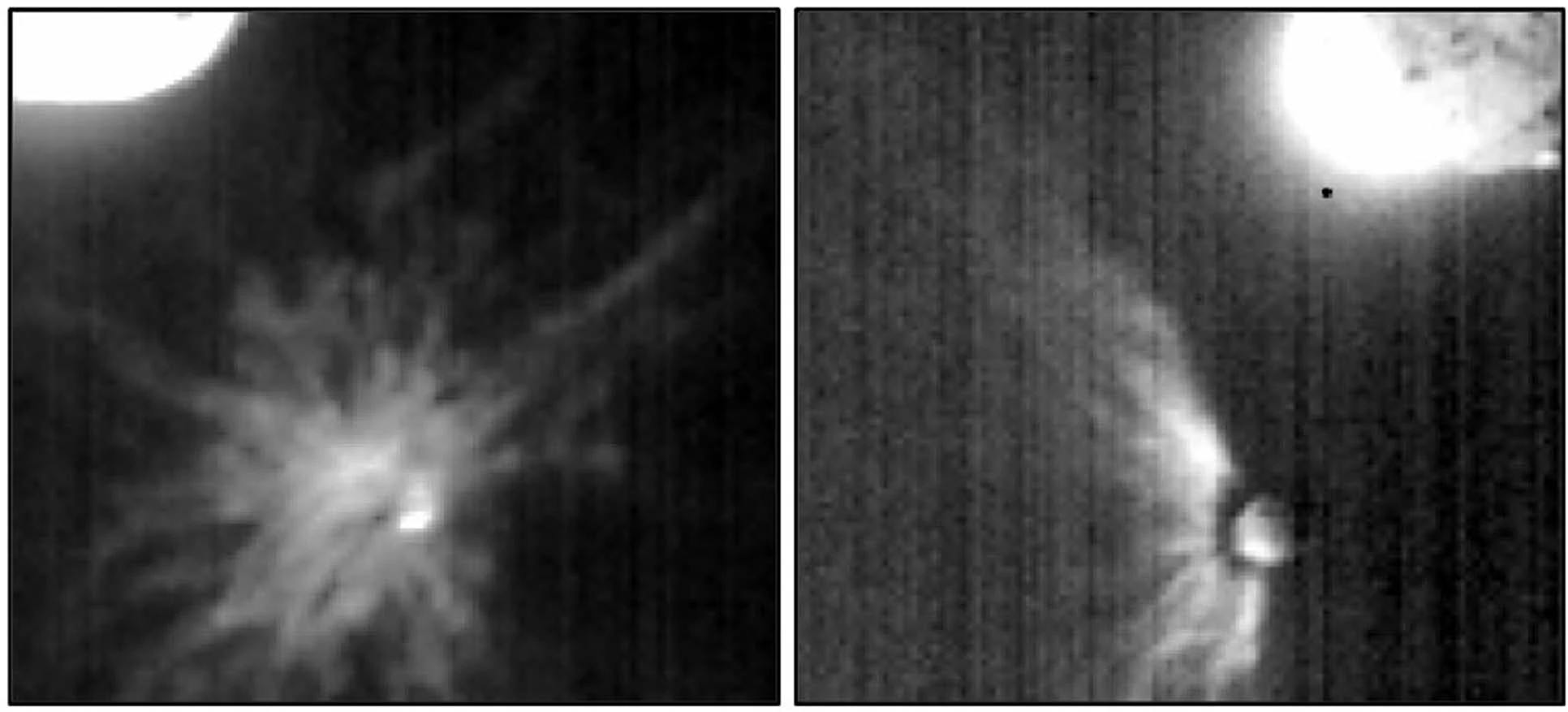
Impactul Dart văzut de LICIACube

Prin lovirea cu asteroidul, DART a făcut din Dimorphos un asteroid activ. Oamenii de știință au propus că unii asteroizi activi sunt rezultatul unor evenimente de impact, dar nimeni nu a observat vreodată activarea unui asteroid. Misiunea DART l-a activat pe Dimorphos în condiții de impact bine cunoscute și atent observate, permițând pentru prima dată studiul detaliat al formării unui asteroid activ.   Observațiile arată că Dimorphos a pierdut aproximativ 1 milion de kilograme după ciocnire. Impactul a produs un val de praf care a luminat temporar sistemul Didymos și a dezvoltat o coadă de praf lungă de 10.000 km care a persistat câteva luni. Se prevede că impactul DART a provocat refacerea la suprafață globală și deformarea formei lui Dimorphos, lăsând un crater de impact de câteva zeci de metri în diametru. Impactul l-a trimis probabil pe Dimorphos într-o rotație haotică, care va supune satelitul unor forțe mareice neregulate de laDidymos, înainte ca acesta să revină în cele din urmă la o stare de rotație sincronă în decurs de câteva decenii. 

## Mărime și formă
Dimorphos are aproximativ 170 m în diametru, comparativ cu Didymos care are 780 m. Dimorphos nu are o masă confirmată, dar se estimează că are aproximativ 5×109 kg (5,5 milioane de tone), sau aproximativ aceeași masă și dimensiune ca Marea Piramidă din Giza, atunci când se presupune o densitate de 2,17 g/cm³ asemănătoare cu cea a lui Didymos. Este unul dintre cele mai mici obiecte cerești care au primit un nume formal de la IAU, după 367943 Duende și 469219 Kamoʻoalewa.
Ultimele minute de imagini din misiunea DART au dezvăluit un corp în formă de ou acoperit cu bolovani, sugerând că are o structură de grămadă de moloz. .

## Suprafață
Cinci bolovani (saxa) și șase cratere au primit nume de tobe tradiționale din mai multe culturi. Au aproximativ 10 metri în diametru sau mai puțin:
| Nume              | Formă de relief | Numit după                           | Data aprobării |
| ----------------- | --------------- | ------------------------------------ | -------------- |
| Atabaque Saxum    | bolovan         | atabaque (Brazilia)                  | 25 ian 2023    |
| Bodhran Saxum     | bolovan         | bodhrán (Irlanda)                    | 25 ian 2023    |
| Caccavella Saxum  | bolovan         | caccavella sau putipù (Italia)       | 25 ian 2023    |
| Dhol Saxum        | bolovan         | dhol (India)                         | 25 ian 2023    |
| Pūniu Saxum       | bolovan         | pūniu sau kilu (Hawaii)              | 25 ian 2023    |
| Craterul Bala     | crater          | balafon (Guineea, Senegal, Mali)     | 14 noi 2023    |
| Craterul Bongo    | crater          | bongo (Cuba)                         | 14 noi 2023    |
| Craterul Marimba  | crater          | marimba (America Centrală)           | 14 noi 2023    |
| Craterul Msondo   | crater          | msondo (Tanzania)                    | 14 noi 2023    |
| Craterul Naqqara  | crater          | naqqara (Orientul Mijlociu și India) | 14 noi 2023    |
| Craterul Tamboril | crater          | tamboril (Uruguay, Candombe =)       | 14 noi 2023    |

## Orbită și rotație

Animație cu DART în jurul lui Didymos - Impactul cu Dimorphos
DART
Didymos
Dimorphos

Corpul primar al sistemului binar, Didymos, orbitează în jurul Soarelui la o distanță de 1,0 până la 2,3 AU o dată la 770 zile (2 ani si 1 lună). Calea orbitei are o excentricitate de 0,38 și o înclinație de 3° față de ecliptică. Pe 4 Octombrie 2022 Didymos a avut apropiere de 10,6 milioane km de Pământ.  Dimorphos se mișcă pe o orbită aproape ecuatorială, aproape circulară în jurul lui Didymos, cu o perioadă orbitală de 11,9 ore. Perioada sa orbitală este sincronă cu rotația sa, astfel încât aceeași parte a lui Dimorphos este întotdeauna văzută de pe Didymos. Orbita lui Dimorphos este retrogradă în raport cu planul ecliptic, în conformitate cu rotația retrogradă a lui Didymos. 
Rotația lui Dimorphos este încetinită de efectul YORP, cu un timp de dublare a perioadei de rotație estimat la 86.000 de ani. Cu toate acestea, deoarece se află pe orbită în jurul lui Didymos, forțele mareice mențin satelitul blocată în rotație sincronă.